# Adolf von Ramm
Adolf Friedrich Wilhelm Ramm, seit 1854 von Ramm (* 16. November 1815 in Berlin; † 16. März 1883 in Straßburg) war ein preußischer Generalleutnant und Inspekteur der 4. Artillerie-Inspektion.

## Leben

### Herkunft
Adolf war ein Sohn des Artillerieoffiziers August Leopold Ramm (* 1765) und dessen Ehefrau Luise Henriette, geborene Lehmann (* 1782). Sein Bruder Karl (1803–1865) wurde preußischer Generalmajor.

### Militärkarriere
Ramm besuchte das Gymnasium in Torgau und trat nach seinem Abitur am 11. Dezember 1833 als Kanonier in die Garde-Artillerie-Brigade der Preußischen Armee ein. Zur weiteren Ausbildung absolvierte er von Oktober 1834 bis Juli 1836 sowie von Oktober 1837 bis September 1838 die Vereinigte Artillerie- und Ingenieurschule. Zwischenzeitlich avancierte er zum außeretatsmäßigen Sekondeleutnant und wurde nach seinem erfolgreichen Abschluss zum Artillerieoffizier ernannt. Von April 1841 bis zu seiner Versetzung zur 7. Artillerie-Brigade Mitte Februar 1847 war er Abteilungsadjutant. In gleicher Eigenschaft wurde er am 1. Oktober 1847 zum Adjutanten dieser Brigade ernannt und stieg ein Jahr später zum Premierleutnant auf. Während des Feldzuges gegen Dänemark war Ramm Adjutant der mobilen 7. Artillerie-Brigade. Er wurde am 13. Dezember 1852 zum Hauptmann befördert und gemeinsam mit seinem Bruder Karl am 6. September 1854 in den erblichen preußischen Adelsstand erhoben.
Vom Mitte Dezember 1854 bis Mitte Juni 1855 war Ramm Kommandeur der neugebildeten 5. sechspfündigen Batterie und anschließend Chef der 1. reitenden Batterie des 7. Artillerie-Regiments. Er kam am 6. Mai 1856 als Adjutant zur 4. Artillerie-Inspektion. Anschließend wurde er am 8. Juli 1858 mit Patent zum 22. Juni 1852 als Chef der 3. reitenden Batterie in das 5. Artillerie-Regiments versetzt. Daran schloss sich am 14. Juni 1859 unter Beförderung zum Major eine Verwendung im 2. Artillerie-Regiment. Ramm wurde am 2. Juli 1859 Kommandeur der III. Abteilung und am 25. Juli 1859 dem Regiment aggregiert. Am 8. März 1860 wurde er erneut zum Kommandeur der III. Abteilung ernannt, bevor er am 10. Mai 1861 als Kommandeur den Train des IV. Armee-Korps übernahm. Ramm erhielt am 15. März 1864 das Kommando über die III. Abteilung der 7. Artillerie-Brigade und wurde am 25. Juni 1864 zum Oberstleutnant befördert. Am 19. Mai 1866 erfolgte seine Ernennung zum Kommandeur des Brandenburgischen Feldartillerie-Regiment Nr. 3 (General-Feldzeugmeister) in Berlin.
Während des Deutschen Krieges fungierte er 1866 als Kommandeur der Reserveartillerie des III. Armee-Korps und nahm an den Schlachten Münchengrätz und Königgrätz teil. Er wurde am 20. September 1866 zum Oberst befördert und für sein Wirken mit dem Kronen-Orden III. Klasse mit Schwertern ausgezeichnet. Unter Stellung à la suite seines Regiments ernannte man Ramm am 13. Mai 1869 zum Kommandeur der 6. Artillerie-Brigade in Breslau. Bei der Mobilmachung anlässlich des Krieges gegen Frankreich übertrug man ihm das Kommando über die Artillerie des VI. Armee-Korps. In dieser Eigenschaft nahm er an der Belagerungen von Paris und der Beschießung von Pfalzburg sowie den Gefechten von Villejuif, Vitry, Chévilly, Thiais und Choisy-le-Roi. Anlässlich der Kaiserproklamation avancierte er am 18. Januar 1871 zum Generalmajor und erhielt neben beiden Klassen des Eisernen Kreuzes im Mai 1871 das Großkomtur des Bayerischen Militärverdienstordens.
Nach dem Frieden von Frankfurt war er vom 27. Juni 1871 bis zum 24. Oktober 1872 Kommandeur der 15. Artillerie-Brigade in Straßburg, wurde anschließend zu den Offizieren von der Armee versetzt und am 30. November 1872 zum Kommandeur der 8. Artillerie-Brigade in Koblenz ernannt. Daran schloss sich am 9. Juni 1874 seine Ernennung zum Inspekteur der 4. Artillerie-Inspektion sowie am 30. Mai 1876 die Beförderung zum Generalleutnant an. In dieser Eigenschaft erhielt er im Januar 1871 den Stern zum Roten Adlerorden II. Klasse mit Eichenlaub. Unter Verleihung des Kronen-Ordens I. Klasse mit Schwertern wurde Ramm am 12. September 1878 krankheitsbedingt mit Pension zur Disposition gestellt. Er starb am 16. März 1883 in Straßburg.

### Familie
Ramm heiratete am 18. Juni 1857 in Koblenz Emma Boetcher (1825–1910), eine Tochter des Hauptmanns Karl Ferdinand Boetcher. Aus der Ehre gingen der preußische Rittmeister Georg (* 1858) und die Tochter Olga (* 1864) hervor.